# Новошепеличі
Новошепеличі (Шепеличі, Нові Шепеличі) — колишнє село в Україні, яке було виселено через наслідки аварії на ЧАЕС. Знаходиться в Іванківському районі Київської області. У 1971 році мешкало 1683 особи. Село частково знищене у 1989-1990 роках.[джерело?]
У селі мешкало 2 особи. З 2013 року у селі ніхто не мешкає.

## Історія
У селі існувало городище, оточене валом та ровом. Л.Похилевич висував припущення, що тут існувало місто Шепель, згадуване у літописі за 1098 рік: «Іди до Василька з двома сими отроками і скажи йому так: „Якщо хочеш ти до Володимира послати мужа свойого і вернеться Володимир, то дам я тобі котрий тобі вгодно город — або Всеволож, або Шеполь, або Перемиль“».
1507 року житомирський намісник Семен Романович пожертвував Микільському монастирю у Києві половину села. Після поділу України по Дніпру 1667 року село відійшло до Овруцького Василіянського монастиря, який володів селом до 1832 року.
За Російської імперії було центром волості.
1879 року коштами парафіян та виділених із казни було збудовано дерев'яну церкву Різдва Богородиці, знищену у радянський час.
1886 року мешкало 869 осіб, з них 201-єврей.
За даними Списку населених пунктів Київської губернії 1900 року, «Нові Шепеличі — казенне село на р. Прип'ять за 135 верст від повітового міста, 1138 осіб, 171 двір, 1 православна церква, поштова земська станція, пароходна станція, церковно-парафіяльна школа, фельдшер, 2 водяних млини, сільський банк.»
Станом на 1918 рік у селі були двокласна школа, церковнопарафіальна школа та заснована у 1917 р. українська гімназія.
Унікальне значення має проведене у 1934 українським етнологом, розстріляною в 1938 дослідницею народної культури Леонілою Загладою (1896–1938), ґрунтовне рукописне монографічне дослідження матеріальної культури села (фрагменти праці надруковані в журналі «Родовід», № 3, 1992 р.; № 4, 1993). У 1992 році вперше були опубліковані окремі фраґменти матеріалів цієї експедиції, але основні матеріали ще чекають на видавця. 
З 1923 до 1959 року було центром Новошепелицького району.
На межі 1970-80-х рр. у селі проживало близько 3200 мешканців.
Село було центром сільської ради, якій були підпорядковані населені пункти Кошарівка, Семиходи та Усів. Село підпорядковувалося Чорнобильському району.
Напередодні аварії на ЧАЕС у селі мешкало 2857 мешканці, було 795 дворів. Виселене внаслідок сильного радіоактивного забруднення. Мешканці села після аварії на ЧАЕС були відселені у селище Макарів та села Вільне (Фастівський район), Великий Карашин, Забуяння. У 1999 році село було виключене з обліку за відсутністю жителів.
Після Чорнобильської катастрофи село увійшло до 10-кілометрової зони відчуження.
Село знищенне під керівництвом Гладеченка у 1989-1990 роки.
Частина території села згоріла під час лісових пожеж у 1996 році.
Частина території села згоріла під час лісових пожеж у 2020 році.
З кінця лютого до 1 квітня 2022 року село було окуповане російськими військами.

## Останні мешканці села
1987 року у село повернулося подружжя - Сава Гаврилович (1929-2014) та Олена Дорофіївна Ображеї (1933). Довгий час вони були єдиними мешканцями 10-кілометрової Зони відчуження. 2006 року їх відвідав Президент України Віктор Ющенко. Тоді ж до хати було підведено електрику. 
У лютому 2013 року подружжя перебралося до Чорнобиля. У жовтні 2014 року Сава Гаврилович Ображей помер. З тих пір у Новошепеличах ніхто не мешкає.

## Видатні люди
Історичні особи
- У селі похований становий козак Іван Гриценко, батько українського поета і журналіста Миколи Гриценка.

Народилися
- Сирцова Світлана Михайлівна (1935) — український історик.
- Ткаченко Сергій Іванович (1951) — український філолог, літературознавець, поет, член НСПУ.

В Новошепелицькій школі працювала лауреатка Шевченківської премії Вишневська Надія Олександрівна.